# Seigneur de guerre
Pour les articles homonymes, voir Seigneurs de guerre (homonymie), Warlord et Les Seigneurs de la guerre.
Un seigneur de guerre ou seigneur de la guerre exerce un contrôle de facto sur une partie d'un territoire national au moyen d'une force militaire qui lui est fidèle. Cette notion est clairement distincte du féodalisme européen en ce sens que le féodalisme reposait sur l’allégeance du vassal envers son suzerain, lien de subordination qui aboutissait au roi, donc à l'autorité « nationale », et que cette allégeance est absente, voire exclue, de la notion de seigneur de guerre.
Ce concept est principalement utilisé dans le cadre de l'histoire de la Chine, mais peut apparaître dans d'autres contextes. Ainsi, dans le contexte contemporain, on désigne par seigneur de guerre des chefs militaires locaux qui profitent d'une période d'instabilité socio-politique de leur pays pour se soulever contre les autorités légales afin d'accaparer le pouvoir politique sur le territoire qu'ils contrôlent (par exemple en Afghanistan, en Somalie, ou en république démocratique du Congo).

## En Chine
Les seigneurs de la guerre (军阀 , jūnfá en mandarin) jouèrent un rôle important en Chine durant toutes les périodes où l'autorité centrale faiblit (Printemps et Automnes, Royaumes combattants, Seize Royaumes, etc.). Leur rôle fut particulièrement prépondérant durant la période des Trois royaumes et celle qui va de la chute de l'empire en 1911 à l'expédition du Nord en 1927.
En effet, l'instabilité politique provoquée par la fin de la dynastie Qing (pouvoir central disputé par Sun Yat-sen et Yuan Shikai) favorisa la montée en puissance des seigneurs de la guerre, qui agitèrent des campagnes. À cette époque, ce terme regroupe différentes réalités : anciens officiers de l'armée des Qing auxquels se rallient des troupes impériales déserteuses ou de riches potentats locaux désireux d'étendre leur hégémonie sur une région entière et soutenus par la population locale. Contrairement aux époques précédentes, il s'agit alors généralement de roturiers (la noblesse avait à cette époque pratiquement disparu du fait du légisme). L'influence des seigneurs de la guerre ne disparut complètement qu'avec la victoire du Parti communiste chinois en 1949.
L'utilisation du terme n'eut un caractère officiel que pendant la période de la république de Chine (1912-1949). Auparavant, il n'était utilisé qu'en littérature pour désigner certains seigneurs de la période des Trois royaumes ou de la période Sengoku au Japon.

### Durant la période des Trois royaumes (220-280)
- Gongsun Kang
- Gongsun Yuan
- Yuan Shao
- Sun Jian
- Cao Cao
- Liu Bei

### Sous ladynastie Jin(1115-1234)
- Puxian Wannu

### Sous ladynastie Qing(1644-1912)
- Zhao Erfeng

### Sous larépublique de Chine(1912-1949)
Dans les premières années de la République, le pouvoir est disputé par de nombreuses factions militaires, principalement dans le nord de la Chine, qui occupent alternativement le pouvoir à Pékin, les différents chefs de guerre pouvant être tour à tour le chef de l'état, de facto ou officiellement. Le pouvoir de Pékin, jusqu'en 1928, est désigné collectivement sous le nom de gouvernement de Beiyang, en référence à l'armée de Beiyang.
On peut notamment citer :
- Liu Wenhui
- Zhang Zuolin (作霖), « le Grand Maréchal » ou le « Tigre de Moukden »
- Zhang Xueliang, « le Jeune Maréchal »
- Zhang Zongchang
- Li Zongren
- Feng Yuxiang (玉祥), le « Général chrétien »
- Bai Chongxi, le « Général musulman »
- Yan Xishan (阎锡山), le « Gouverneur modèle »
- Wu Peifu, le « Maréchal de jade »
- Ma Bufang
- Sheng Shicai, gouverneur qui dirige la province du Xinjiang de 1933 à 1944

Dans le contexte politique chinois d'avant-guerre, il est possible de considérer, de manière très large, l'ensemble des chefs de faction armées chinoises comme des « seigneurs de la guerre », auquel cas cette définition peut s'étendre à tous les dirigeants chinois basant leur pouvoir sur une autorité militaire. On peut alors évoquer :
- Tchang Kaï-chek (蒋介石), le dirigeant militaire du Kuomintang, chef de l'Armée nationale révolutionnaire
- Mao Zedong (毛泽东), chef de la commission des affaires militaires du Parti communiste chinois

## Au Japon
Durant le XVIe siècle, avant la période Tokugawa (époque Sengoku), le Japon était tourmenté par des guerres entre des seigneurs de la guerre rivaux appelés daimyos. Chaque seigneur de la guerre avait un ou plusieurs châteaux, des terres et une armée privée de samouraïs.

## En Europe
En Europe, le phénomène des seigneurs de la guerre correspond peu ou prou à celui des compagnies de mercenaires, dont les chefs étaient souvent des puissants de facto dans leur zone de résidence. De telles situations sont arrivées lorsque le pouvoir central était déficient, comme durant le Grand Interrègne dans le Saint-Empire (1254-1278) ou durant la guerre de Cent Ans en France après la bataille de Poitiers en 1356. Des capitaines de mercenaires comme Sir John Hawkwood, Roger de Flor de Catalogne ou Hugues de Calveley peuvent être considérés comme des seigneurs de la guerre.
Le commandant impérial en chef durant le règne de l'empereur Maximilien Ier avait le titre de Kriegsherr (« seigneur de la guerre ») mais ne l'était pas dans le sens propre du terme.

## Dans le monde contemporain
Des seigneurs de la guerre apparaissent dans des États dont le gouvernement central a perdu son autorité sur l'ensemble du territoire national. Par exemple en Somalie avec l'effondrement du pouvoir central, les seigneurs de la guerre représentent la seule forme d'autorité dans de nombreuses parties du pays. Il en va de même en Tchétchénie (Salman Radouïev), en Birmanie (Khun Sa), en Afghanistan, en Colombie, en Yougoslavie (Željko Ražnatović), en république démocratique du Congo, au Soudan, au Liban (Samir Geagea) et en Ukraine.

### Focus sur l'Afghanistan
En Afghanistan, pays multi-ethnique et fracturé, le manque de sentiment national implique que les Afghans ont tendance à se regrouper selon des lignes tribales, car ils ne peuvent avoir confiance que dans leur propre communauté. 
À la suite du retrait de l'armée soviétique de l'Afghanistan, le pays sombre dans une guerre civile opposant des « seigneurs de guerre » à la tête de groupes tribaux et ethniques comme Ismail Khan, commandant de la région de Hérat, Abdul Haq, commandant de la région du sud de Kaboul et Ahmed Chah Massoud, commandant de la région du Pandjchir. Bien que les partis politiques de l’opposition à l’invasion soviétique se soient réunis dans le cadre de l’accord de Peshawar de 1992 pour former un gouvernement intérimaire, Gulbuddin Hekmatyar, qui ambitionne d’exercer le pouvoir seul bombarde Kaboul. Finalement, les talibans prennent le dessus et conquièrent Kaboul en 1996, apportant une forme d’ordre, bien que brutale, au pays, puis ces derniers sont chassés du pouvoir grâce à une intervention militaire américaine faisant suite aux attentats du 11 septembre 2001. Entre-temps, une coalition de seigneurs de guerre, l’Alliance du Nord, se forme et entre en résistance contre les islamistes au pouvoir, et sert de fore terrestre d'appui aux troupes de l'OTAN en octobre 2001.
Pendant la période de la république islamique d'Afghanistan (2004-2021), plusieurs tentatives de désarmement, démobilisation et intégration des combattants tribaux dans l'armée afghane sont lancées sous le contrôle des Occidentaux, mais échouent en raison du manque de confiance des Afghans dans le gouvernement établi par les États-Unis.
Vingt ans plus tard, pendant l'été 2021, à la suite de l'effondrement de l'armée afghane entraînée et équipée par les États-Unis face à l'offensive des talibans, les seigneurs de la guerre afghans reviennent sur le devant de la scène, pour tenter de compenser la faiblesse du gouvernement.Mais peu de coordination au lieu entre eux, chaque milice se consacrant à la défense de son propre village, sa communauté, ou son district. Abdul Ghani Alipoor fédère la communauté hazara d'où il est issu, Abdul Rashid Dostum la communauté ouzbèke, et Atta Mohammed Noor ou Mohammed Ismail Khan, la communauté tadjik. Mais ces derniers se révèlent, à l'instar du gouvernement afghan, incapable de stopper l'offensive des talibans qui conquièrent l'ensemble du pays en moins d'un mois.

## Dans la fiction
Dans l'univers de Star Wars, les seigneurs de la guerre sont d'anciens officiers impériaux qui, après la mort de l'Empereur, tentèrent de s'approprier les restes de l'Empire.
Dans la série Fallout, les Seigneurs de guerre Super-Mutant sont les Super-Mutants les plus puissants avant le Behemoth.
Dans la série de jeu vidéo Destiny, les Seigneurs de guerre sont les élus du Voyageur les plus puissants. Ces tyrans sont combattus par les Seigneurs de fer, une organisation de Seigneurs de guerre prônant la liberté. Ils dominent des territoires immenses.